# Katedra św. Piotra i św. Pawła w Clifton

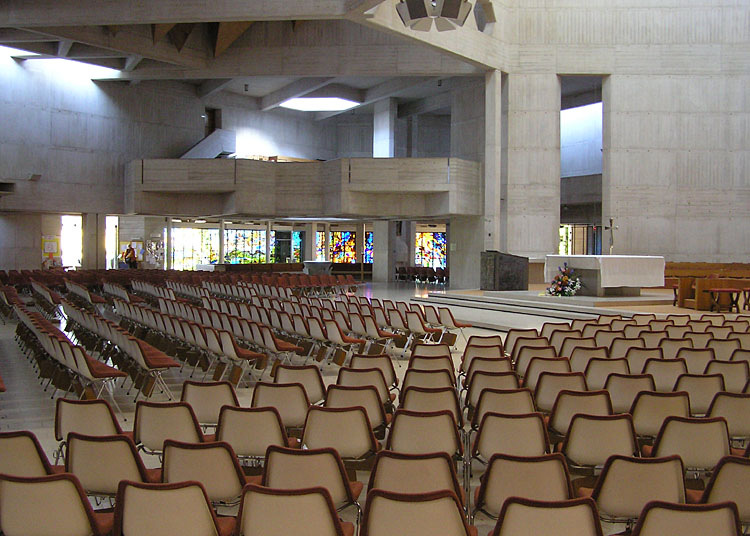
Wnętrze katedry Clifton. Ściany są wykonane z białego betonu wzmocnionego

Katedra w Clifton (The Cathedral Church of SS. Peter and Paul, także Clifton Cathedral) – kościół katedralny pod wezwaniem Piotra i Pawła w Clifton) – katedra rzymskokatolicka w Clifton, dzielnicy Bristolu, w Anglii. Jest siedzibą dziecezji Clifton, zrzeszającej 105 parafii w hrabstwach Gloucestershire, Wiltshire i Somerset. Katedra została zatwierdzona w r. 1965, po Soborze watykańskim II. Budynek kościoła zaprojektował Ronald Weeks. Gmach katedry wzniesiono w latach 1970-73 a uroczyście otworzono w r. 1973.